# Потьомкін Микола Дмитрович
Мико́ла Дми́трович Потьо́мкін (3 (15) червня 1885, Коротіївка Малоархангельського повіту, сучасна Орловська область — 8 квітня 1965, Харків) — український вчений, знавець в галузі тваринництва, 1927 — професор,1956 — академік ВАСГНІЛ.

## Життєпис
1910 року закінчив Московський сільськогосподарський інститут. Стажувався у Швейцарії у господарствах з виведення симентальської худоби.
З 1911 року працює старшим спеціалістом губернського земства і членом експертної комісії Орловської племінної книги. В 1913—1914 роках — за кордоном, відбирав для закупівлі племінну худобу симентальської породи. Організував та керував Яришівським племінним розплідником симентальської худоби, розплідник отримав за роботу 7 золотих та більш як 30 срібних медалей.
1918 року особисто надав в Раднарком доповідну довідку щодо необхідніості відновлення племінного тваринництва, зокрема в Орловській губернії. З цього питання мав бесіди з В. І. Леніним та керуючим справами Раднаркому В. Д. Бонч-Бруєвичем.
Травень 1918 — уповноважений Надзвичайної комісії з охорони племінного тваринництва Орловської та Брянської губерній.
1921 — заступник начальника управління тваринництва Наркомзему СРСР, 1922—1923 — начальник.
Професор Білоруського сільськогосподарського інституту — в 1925—1926, Харківського зоотехнічного інституту в 1931—1935 роках.
В 1935—1938 роках — в Білоцерківському сільськогосподарському інституті.
У 1943—1965 роках завідує кафедрою Харківського зооветеринарного інституту.
В 1960—1965 роках є головою ради по племінній роботі з симентальською худобою в УРСР.
Його наукові праці стосуються племінної справи та щодо поліпшення екстер'єру й конституції сільськогосподарських тварин:
- «Масове покращення російського тваринництва (без Сибіру та Кавказу)», 1926,
- «Основи практики племінного розведення сільськогосподарських тварин», 1933,
- «Вдосконалення симентальської породи в Україні», 1950,

«Про роботу з симентальскою худобою на Україні», 1956.